# 373-as busz (2016–2018)
A 373-as jelzésű regionális autóbusz egy iskolajárat volt Dunakeszi és Fót között. Dunakeszi, révállomásától indulva, többnyire a 309-es busz útvonalán, Alag északi (kertváros) részén, majd Fóton Kisalagon keresztül közlekedett a gyermekvároshoz. Alapvetően a járat célja az volt, hogy a fóti waldorf iskolába járókat gyűjtse össze Dunakeszi északi és északkeleti térségéből, továbbá enyhítse a Dunakesziről Fótra irányuló reggeli utasforgalmat. A viszonylaton csupán egyetlen indulása volt, iskolai munkanapokon reggel fél 8 után.
2009. június 16-án a váci forgalmi térségben is bevezették a budapesti agglomerációs forgalmi térségben alkalmazott egységes járatszámozásos rendszert. A 373-as korábban a 2023-as, majd a 323-as járatszámot is viselte.

## Megállóhelyei
| 0  | Dunakeszi, Horányi rév induló végállomás |                                                                                |
| 1  | Dunakeszi, sportpálya                    | 300, 301, 302, 305                                                             |
| 2  | Dunakeszi, Liget utca                    | 300, 301, 302, 305                                                             |
| 3  | Dunakeszi, Béke utca                     | S70 , G70                                                                      |
| 4  | Dunakeszi, Zápolya utca 26.              |                                                                                |
| 5  | Dunakeszi, Piros Óvoda                   | 309, 311                                                                       |
| 6  | Dunakeszi, Széchenyi utca 2.             | 309, 311                                                                       |
| 7  | Dunakeszi, Szilágyi utca                 | 309, 311                                                                       |
| 8  | Dunakeszi, Bocskai utca                  | 309, 311                                                                       |
| 9  | Dunakeszi, Báthory István utca           | 309, 311                                                                       |
| 10 | Dunakeszi, Szent Imre tér                | 308, 309, 310, 311                                                             |
| 11 | Dunakeszi, Széchenyi utca                | 308, 309, 310, 311                                                             |
| 12 | Fót, Kisalag, Kazinczy utca              | 308, 309, 310, 311                                                             |
| 13 | Fót, Kisalag, Petőfi szobor              | 308, 309, 310, 311                                                             |
| 14 | Fót, Kisalag, sportpálya                 | 308, 309, 310, 311                                                             |
| 15 | Fótújfalu, Csaba utca                    | 308, 309, 310, 311                                                             |
| 16 | Fótújfalu, Attila utca                   | 308, 309, 310, 311                                                             |
| 17 | Fót, autóbusz-állomás                    | 308, 309, 310, 311, 326                                                        |
| 18 | Fót, Dózsa György út                     | 308, 309, 310, 311, 313, 314, 315, 316, 318, 319, 326                          |
| 19 | Fót, Kossuth út                          | 308, 309, 310, 311, 313, 314, 315, 316, 318, 319, 324, 325, 326, 371, 372      |
| 20 | Fót, Gyermekváros érkező végállomás      | 308, 309, 310, 311, 313, 314, 315, 316, 317, 318, 319, 324, 325, 326, 371, 372 |

## Külső hivatkozások
- A 373-as buszjárat menetrendje. Volánbusz Zrt.